# Martin Drucker
Martin Drucker (* 6. Oktober 1869 in Leipzig; † 22. Februar 1947 ebenda) war ein deutscher Rechtsanwalt und Strafverteidiger.

## Leben
Drucker wurde 1869 in Leipzig als Sohn eines promovierten Juristen geboren. Er entstammt einer sephardischen Familie. Sein Abitur legte er 1889 an der Thomasschule zu Leipzig ab. Danach studierte er Rechtswissenschaften an der Ludwig-Maximilians-Universität München und der Universität Leipzig. Dort promovierte er 1896 zum Dr. jur. und arbeitete als Rechtsanwalt, auch 1919 als Notar in Leipzig zugelassen. 1898 stieg er bei der wirtschaftsrechtlichen Sozietät seines Vaters ein. Zu seinen Klienten zählten Bruno Apitz und Rosa Luxemburg. Im Jahr 1906 wurde er Vorstandsmitglied des Leipziger und 1909 des Deutschen Anwaltvereins (DAV). Seit 1924 war er dessen Präsident. 1917 wurde er zum Justizrat ernannt. Als er die Vereinsleitung 1932 aus Missbilligung des Umzuges des DAV von Leipzig nach Berlin sowie der in der Weltwirtschaftskrise verschiedentlich geforderten Zulassungsbeschränkung niederlegte, wurde er unter seinem Nachfolger Rudolf Dix zum Ehrenpräsidenten des DAV ernannt.
Unter vielen Verteidigungsfällen während der Weimarer Zeit hob sich seine Tätigkeit im Caro-Petschek-Prozess hervor. Hierbei handelte es sich um einen der aufwändigsten Strafprozesse der 1930er Jahre, für welchen Drucker als Honorar von seinem Mandanten (Petschek) 400.000 Reichsmark bekommen haben soll, genau so viel wie die strittige Mitgift, derentwegen es zu diesem Prozess kam.
Bald nach der „Machtergreifung“ der Nationalsozialisten 1933 verlor Martin Drucker das Notariat; da einer seiner Eltern aus jüdischer Familie stammte, fiel Drucker unter den sogenannten Arierparagraphen. Am 26. Januar 1935 schloss ihn das Ehrengericht der sächsischen Rechtsanwaltskammer als „Schandfleck der deutschen Anwaltschaft“ aus der Rechtsanwaltschaft aus; der Ehrengerichtshof in Leipzig hob diese Entscheidung jedoch auf.
1938 schleppte der Nazi-Pogrom-Mob den Archäologen Hans Nachod (1885–1958), Sohn des mit Drucker befreundeten Bankers Frederick Nachod, und dessen Sohn Fritz (geb. 1913) durch die Straßen. Martin Drucker half ihnen, zu entkommen, und bot ihnen Zuflucht in seinem Haus.
Bis 1944 führte Martin Drucker seine Anwaltspraxis trotz zunehmender Repressalien weiter, bis er anhand der „Verordnung zur Änderung und Ergänzung der Reichs-Rechtsanwaltsordnung“ vom 1. März 1943 (RGBl. I 1943, S. 123) zwangsweise in den Ruhestand versetzt wurde. Seine Praxis- und Wohnräume waren ausgebombt. Ende 1944 floh Martin Drucker aus Angst vor der Gestapo nach Jena, um nicht als sogenannter jüdischer Mischling ersten Grades (in den Kategorien der Nürnberger Gesetze) zur Zwangsarbeit eingezogen zu werden, und überlebte dort das Kriegsende.
Nach dem Zusammenbruch des NS-Staates kehrte Martin Drucker nach Leipzig zurück. Obwohl er mittlerweile weit über siebzig Jahre alt war, seine beiden Söhne gefallen und seine Praxis und sein gesamtes Vermögen in den Luftangriffen vernichtet waren, eröffnete Martin Drucker 1945 wieder eine Anwaltskanzlei. Er stand dem Bezirksausschuss zur Entnazifizierung der Rechtsanwälte vor und war Mitbegründer der LDPD. Er bemühte sich um die Neugründung des Deutschen Anwaltvereins in Sachsen als Bestandteil einer freien Anwaltschaft. Dass dieses Ziel unter den Bedingungen eines sozialistischen Staates und seiner zunehmenden Ideologisierung jedenfalls nach 1948 unerreichbar war, erlebte Drucker nicht mehr.

## Familie
Sein Großvater war der Seidenhändler Siegmund Drucker, Mitbegründer und lange Jahre Vorsteher der Leipziger Israelitischen Religionsgemeinde. Sein Vater, der Justizrat Dr. Martin Drucker (1834–1913), konvertierte bei seiner Hochzeit mit Marie Klein (1841–1921), Tochter des Leipziger Stadtverordnetenvorstehers, zum Christentum. 1898 heiratete Drucker Margarethe Mannsfeld (1873–1939). Seine Schwester Betty heiratete deren Bruder Karl Emil Mannsfeld, der 1929 bis 1933 sächsischer Justizminister war. Sein Bruder war der Chemiker Carl Drucker.
Der Ehe von Martin und Margarete Drucker entstammten vier Kinder:
- Martina (1903–1992)
- Heinrich (1905–1945)
- Peter (1914–1942)
- Renate (1917–2009).

## Leistungen
Martin Druckers Hauptverdienste liegen mehr als in seinen juristischen Beiträgen oder seinen literarischen Werken in seinem langjährigen berufspolitischen Wirken, wobei er sich stets als Demokrat verstand.
Seine Bedeutung für die Rechtspflege der Weimarer Republik verdeutlicht sich in der Festschrift, die ihm 1934 als Privatdruck zu seinem 65. Geburtstag überreicht wurde; unter den Verfassern waren fast alle namhaften Rechtsanwälte und Rechtswissenschaftler, die nach 1933 als „Nichtarier“ aus dem öffentlichen Leben verdrängt worden waren – beispielsweise Julius Magnus, Max Hachenburg, Adolf Heilberg, Max Friedlaender, Ernst Wolff, Erich Eyck und Max Alsberg.

## Schriften
- Die Konstruktion der Auslobung im Justinianischen Recht in der Bedeutung für das heutige Gemeine Recht. Dissertation, Universität Leipzig, 1896.
- Die Gebührenordnung für Rechtsanwälte vom 7. Juli 1879 in der Fassung der Bekanntmachung vom 10. Mai 1898. An d. Hand d. Rechtsprechung erl. Rossberg’sche Verlagsbuchhandlung, Leipzig 1904. (= Juristische Handbibliothek, Band 213)
- Europäisches Markenrecht. Hrsg. von der Gesellschaft für Weltmarkenrecht. Teil 3, Berlin/Leipzig 1912/13.
- Auf dem Wege zum Anwaltsstande. In: Festnummer der Zeitschrift der Anwaltskammer im Oberlandesgerichtsbezirk Breslau zur Feier des 70. Geburtstages des Geheimen Justizrates Dr. Heilberg. Breslau 1918, S. 5–10. (= Zeitschrift der Anwaltskammer im Oberlandesgerichtsbezirk Breslau 40 (1928) 1)
- Der Weg der Anwaltschaft. In: Deutsche Juristen-Zeitung (1931), S. 256–260.
- Neuester und allerneuester Strafprozeß. In: Juristische Wochenschrift (1931), S. 258–260.
- Strafsachen. Materielles Recht, Verfahren. In: Juristische Wochenschrift  (1932), S. 3720–3722.
- Martin Drucker (1869–1947). Lebenserinnerungen. Hrsg. von Hubert Lang. Verlag des Biographiezentrums, Fruchstal 2007, ISBN 978-3-940210-16-6.